# Weronikopole
Weronikopole (deutsch Veronikenpol, 1939–1945 Breitental) ist eine Ortschaft mit einem Schulzenamt der Landgemeinde Bralin im Powiat Kępiński der Woiwodschaft Großpolen in Polen.

## Geschichte
Anfänglich gehörte das Gebiet um Ostrzeszów und Kępno politisch zu Schlesien, wurde aber am wahrscheinlichsten um das Jahr 1146 Teil Großpolens. Aus dieser Zeit rührte die bis 1821 bestehende Zugehörigkeit zum Bistum Breslau.
Der Ort Mielęcin, heute nur ein Teil des Dorfs Weronikopole, wurde im Jahr 1266 als Mileczino erstmals urkundlich erwähnt. Das Dorf zahlte dem Breslauer Bischof damals den Zehnt. Der Ort wurde dann um 1305 im Liber fundationis episcopatus Vratislaviensis (Zehntregister des Bistums Breslau) als Nylencyno aufgelistet.
1401 wurde das Gebiet von Ostrzeszów vom polnischen König dauerhaft an das Weluner Land angeschlossen. Ungefähr ab dem Jahr 1420 gehörte es der Woiwodschaft Sieradz, obwohl Jahrhunderte gehörte das Dorf zur römisch-katholischen Pfarrei in Czermin, unmittelbar hinter der Staatsgrenze im böhmischen Schlesien.
Ab dem 16. Jahrhundert gehörte der polnisch-schlesische Grenzort zur Familie Masłowski, die um 1616 eine calvinistische Gemeinde mit einer Kirche in Mielęcin stiftete. Die Kirche wurde 1670 im Zuge der Gegenreformation zerstört, aber die Familie blieb calvinistisch. Bis zum 18. Jahrhundert wurden von der Familie die Vorwerke Emilianów und Faustianka sowie die Kolonien Weronikopole, Julianopol und Hipolitopol gegründet. Alle diese Orte wurden nach Kindern der Familie genannt.

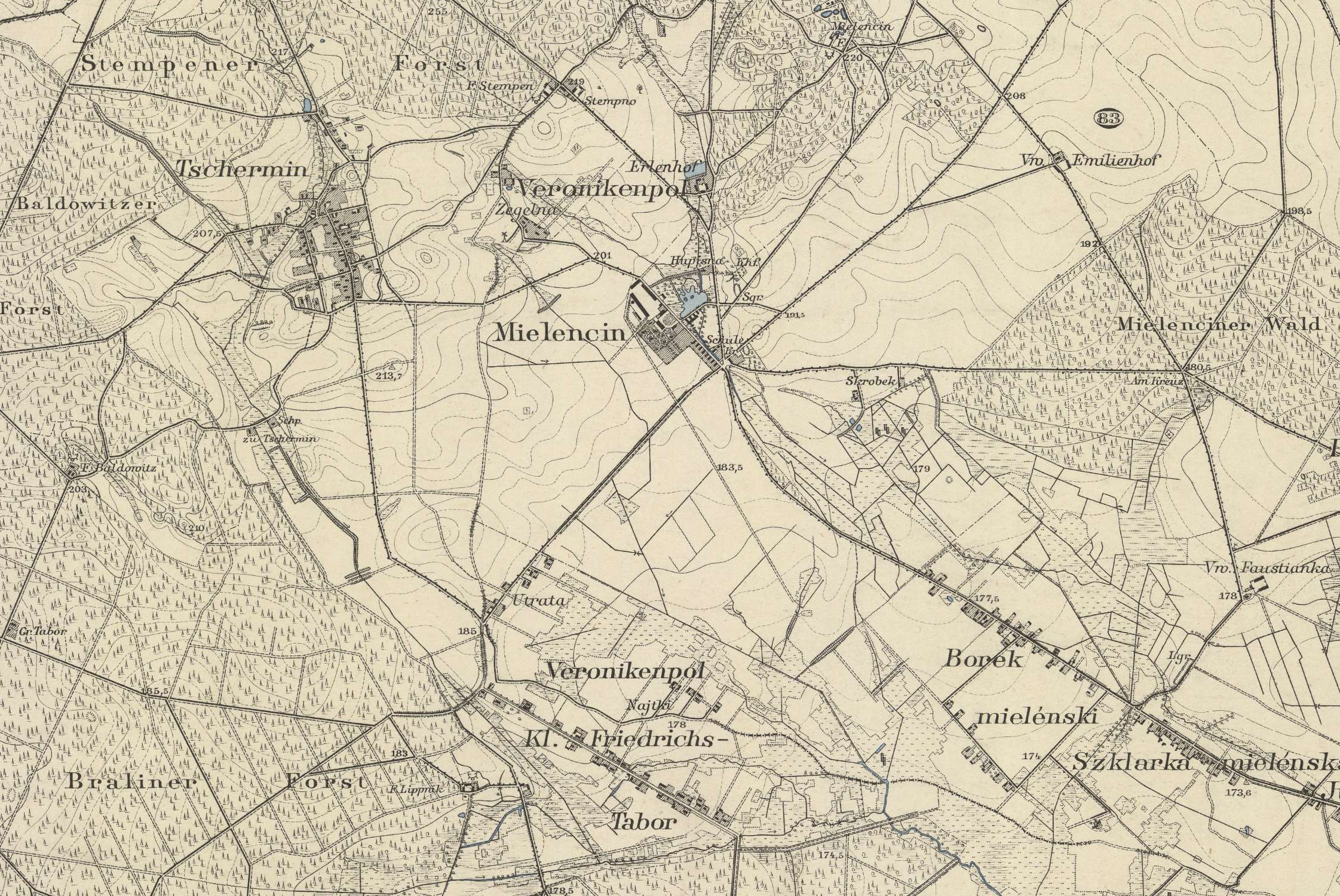
Weronikopol und Mięlęcin auf einer Karte aus dem Jahr 1877

1749 wurden unmittelbar hinter der staatlichen Grenze tschechisch-calvinistischen Siedler in Tabor angesiedelt und kamen zum Kontakt mit Jadwiga Trepka von Mielęcin, die eine der letzten Patrone der großpolnischen Calvinisten war. Die letzte Besitzerin des Dorfs verkaufte Mięlęcin mit Vorwerken und Kolonien an den Herzog Ernst Johann von Biron († 1772), der früher im Jahr 1734 die Freie Standesherrschaft von Syców (Polnisch/Groß Wartenberg) im preußischen Schlesien kaufte. 1821 wurde Mielęcin in die Pfarrei in Parzynów eingepfarrt. Später wurde Mielęcin nur als ein Teil von Weronikopol betrachtet.
Nach dem Ende des Ersten Weltkriegs kam Weronikopole zur polnischen Woiwodschaft Posen. Im Jahr 1921 gab es in der Gemeinde Weronikopol im Powiat Kępno 54 Häuser mit 359 Einwohnern, 317 hielten sich für polnischer, 20 für deutscher Nationalität und 22 anderer Nationalität, 203 waren römisch-katholisch, 144 evangelisch und 12 andere Christen.
Beim Überfall auf Polen 1939 wurde das Gebiet von den Deutschen besetzt und dem Landkreis Kempen im Reichsgau Wartheland zugeordnet.
Von 1975 bis 1998 gehörte Weronikopole zur Woiwodschaft Kalisz.